# クロード・レイモンド・ウィッカード

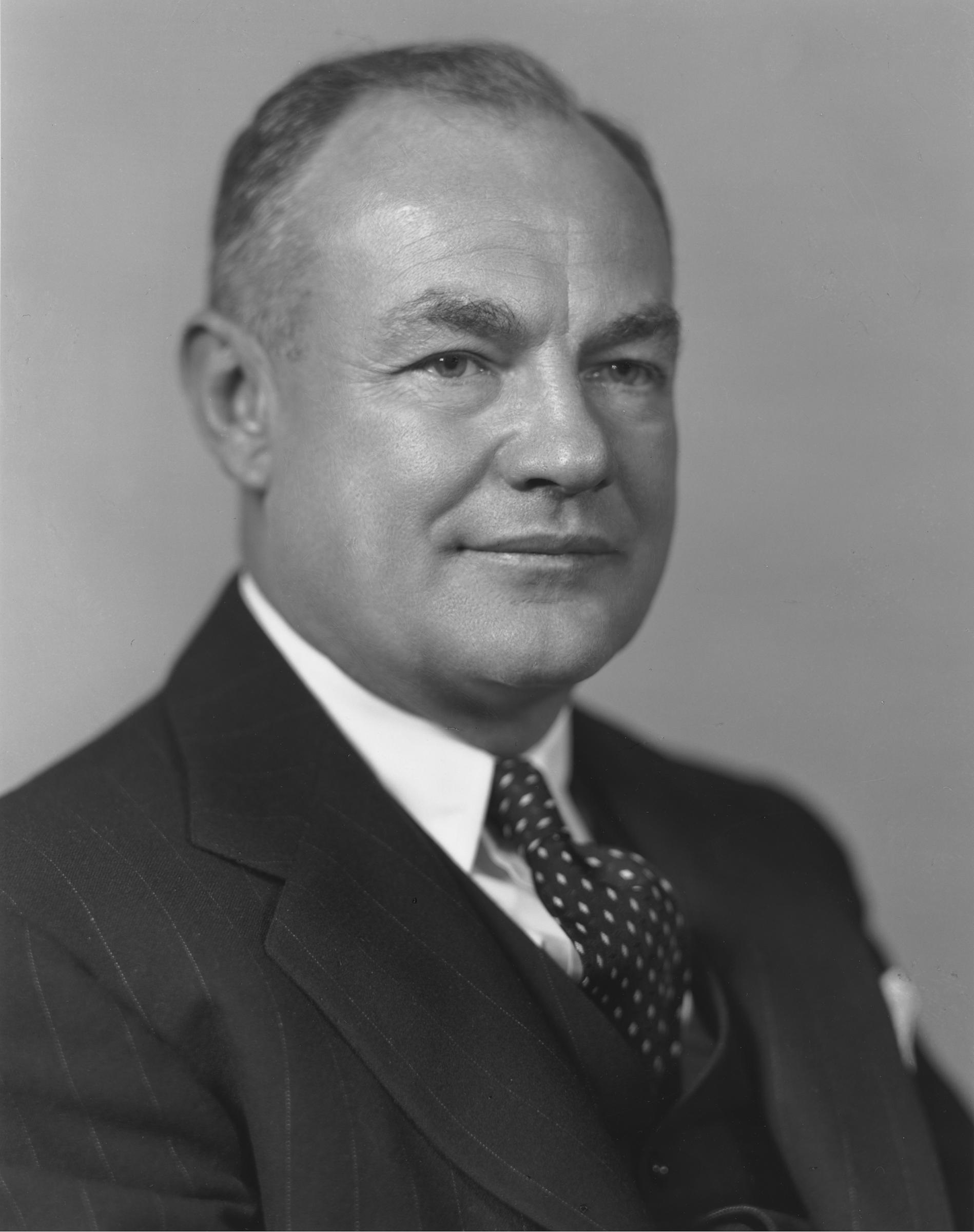
クロード・レイモンド・ウィッカード

クロード・レイモンド・ウィッカード（Claude Raymond Wickard, 1893年2月28日 - 1967年4月29日）は、アメリカ合衆国の政治家。フランクリン・ルーズベルト政権で1940年から1945年までアメリカ合衆国農務長官を務めた。

## 生い立ちと初期の経歴
1893年2月28日、クロード・レイモンド・ウィッカードはインディアナ州キャロル郡のカムデン近郊において誕生した。ウィッカードは1915年にパデュー大学を卒業し、農学の学士号を取得した。ウィッカードは在学中、畜産を専攻した。大学卒業後、ウィッカードは家族と農場経営を行った。ウィッカードの農場は成功を収め、1927年に農業誌プレイリー・ファーマーで「インディアナの農場主マスター」に選ばれた。

## インディアナ州での政治
1932年、ウィッカードはインディアナ州上院議員に選出され、1933年まで1期のみ務めた。続いてウィッカードは1933年から1937年まで、州農業調整局の穀物課および養豚課において課長補佐を務めた。1937年から1940年までは、州農業調整局で中北部担当部の部長を務めた。

## アメリカ合衆国農務省での政治

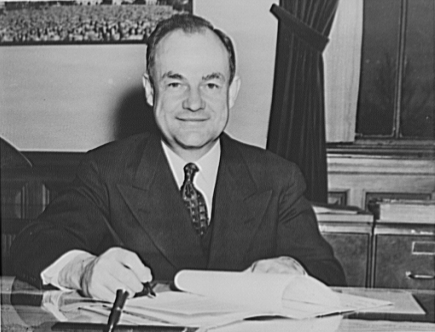
農務長官時代のウィッカード

1940年3月、ウィッカードはフランクリン・ルーズベルト政権で農務次官に任ぜられた。ウィッカードはニューディール政策で実施された農業計画について分析を行い、精度の高い推計を行った。ウィッカードは1940年のトウモロコシ生産量の予測を行い、後の公式値に極めて近い値を算出した。1940年9月、農務長官ヘンリー・ウォレスが副大統領指名を受けて辞任すると、ウィッカードは後任の農務長官として任命を受けた。ウィッカードは「ウォレス前長官の政策路線を継承するつもりだ」と述べた。ウィッカードは第二次世界大戦中、戦時食糧公社を指揮した。ウィッカードは農業生産力の向上を愛国心と絡めて勧奨し、「食糧こそが勝利をもたらし、平和を描き出す」とのスローガンを掲げた。

## 晩年
1945年6月、ウィッカードは農務長官を辞任した。ウィッカードは農村電化公社長官となり、1953年まで務めた。1956年、ウィッカードは連邦上院議員の民主党候補となったが、共和党の現職候補ホーマー・ケイプハートに敗れた。
1967年4月29日、ウィッカードは自動車事故により死去した。ウィッカードはインディアナ州デルファイ南方の国道421号と州道18号の交差点において、一時停止標識を無視した。ウィッカードの乗用車は砕石を搭載したトラックと衝突した。ウィッカードの遺体はインディアナ州フローラのメイプルローン墓地に埋葬された。